# Aurelianus római császár
Lucius Domitius Aurelianus, általánosan elterjedt néven Aurelianus császár (Sirmium, 214. szeptember 9. – Konstantinápoly, 275 szeptembere) római császár 270-től haláláig, a katonacsászárok egyike.
Parasztcsaládban született Pannoniában, Sirmium (a mai Szávaszentdemeter) közelében. Katona lett, s erős testalkata, bátor helytállása, vitézsége révén a hadvezérségig emelkedett. Claudius Gothicus lovasságának parancsnoka volt, és mikor a császár meghalt, a Pannoniában állomásozó légiók Aurelianust kiáltották ki császárrá.
Aurelianus jó politikusnak és hadvezérnek bizonyult: 271-ben kiürítette majd átengedte a gótokoknak Dáciát, s békét kötött velük, Itáliából kiverte az alemannokat, visszaszerezte Hispániát, s 271–272-ben és 273-ban sikeres hadjáratot vezetett a "pius Felix Augustus" nevet felvett Vaballathus és anyja, Septimia Zenobia uralkodóasszony ellen, aki független palmyrai királyságot akart alapítani, s Egyiptomot is elfoglalta. 273-ban az utolsó helyi császár, Tetricus harc nélkül adta át Galliát, amit időközben a barbárok többször is feldúltak.
Rómát a tulliusi falnál jóval nagyobb területet körülölelő, 19 kilométeres védőfallal vette körül (Mura Aureliane), ami máig meghatározza a város belső részének szerkezetét. Véget vetett a pénzhamisításoknak, s gondja volt rendbe tenni a birodalom zavaros belügyeit is. A szenátus (senatus) Restitutor orbis terrarum címet adta neki, ami annyit tesz: a földkerekség helyreállítója.

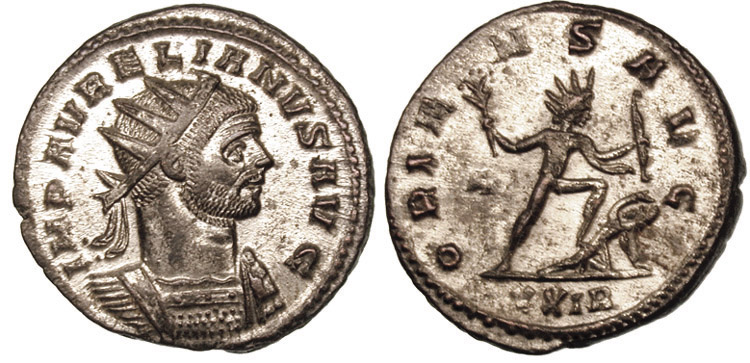
Aurelianus antoninianusa. Az előlapon a császár, a hátoldalon az ellenséget legyőző, babérágat és íjat vivő Sol

Aurelianus is a keresztényüldöző császárok közé tartozott. Az egyház által számontartott tíz nagy keresztényüldözés egyike fűződik nevéhez. Állítólag mielőtt aláírhatta volna az üldözés szigorítását elrendelő parancsait, meghalt, amit a keresztények égi jelnek tekintettek.
275-ben a perzsák ellen vonulva írnoka, Mnestheus összeesküvést szőtt ellene, melynek a császár áldozatul esett: az írnok, akit egy hazugsága miatt büntetéssel fenyegetett meg Aurelianus, azt híresztelte a tisztek körében, hogy a császár felvette őket a kivégzendők listájára. A hír ugyan nem volt igaz, ám katonák megijedtek, s hogy magukat megmentsék a félt kivégzéstől – agyonütötték a császárt.
| Elődei: Flaminus Antiochianus és Virius Orfitus | Consul 271 collega: Pomponius Bassus | Utódai: Titus Flavius Postumius Quietus és Iunius Veldumnianus |

| Elődei: Pius Tetricus (suff) és Iulius Placidianus | Consul 274 collega: Capitolinus | Utódai: Pius Tetricus és Tetricus Esuvius |

| Elődei: Pius Tetricus és Tetricus Esuvius | Consul 275 collega: Marcellinus | Utódai: Tacitus és Aemilianus |

| Előző uralkodó: Quintillus | Római császár 270–275 | Következő uralkodó: Tacitus |